# بله قربان (فیلم)
بله قربان (به هندی: Yes Boss) فیلمی محصول سال ۱۹۹۷ و به کارگردانی عزیز میرزا است. در این فیلم بازیگرانی همچون شاهرخ خان، جوهی چاولا، سونالی بندره، آدیتای پانچولی، کاشمیرا شاه، جانی لور، گلشن گروور، ریما لاگو، کولبوشان کارباندا ایفای نقش کرده‌اند.